# 벤저민 슐트
벤저민 슐트(차모로어: Benjamin Schulte, 1995년 12월 22일 ~ )은 괌의 수영 선수이다.

## 올림픽 성적

### 2012년 하계 올림픽남자 수영 성적
| 선수        | 세부 종목   | 예선      | 예선      | 준결선    | 준결선    | 결선      | 결선      |
| 선수        | 세부 종목   | 기록      | 순위      | 기록      | 순위      | 기록      | 최종 순위 |
| 벤자민 슐테 | 마라톤 수영 | 경기 없음 | 경기 없음 | 경기 없음 | 경기 없음 | 2:03:35.1 | 25        |

### 2016년 하계 올림픽남자 수영 성적
| 선수        | 세부 종목 | 예선    | 예선 | 준결선    | 준결선    | 결선      | 결선      |
| 선수        | 세부 종목 | 기록    | 순위 | 기록      | 순위      | 기록      | 최종 순위 |
| 벤자민 슐테 | 평영 100m | 1:03.29 | 43   | 진출 실패 | 진출 실패 | 진출 실패 | 진출 실패 |